# What They Say
"What They Say" é uma canção do cantor grego Victor Vernicos lançada a 12 de março de 2023. A canção representou a Grécia no Festival Eurovisão da Canção de 2023, depois de Victor ter sido selecionada internamente pela Ellinikí Radiofonía Tileórasi (ERT), a televisão pública da Grécia.

## Contexto
Numa entrevista ao canal de televisão grego Skai TV, Victor contou que compôs «What They Say» aos 14 anos de idade, e produziu a canção ele sozinho. Tanto o Victor como o seu pai afirmaram que essa era a sua canção favorita e que a mesma tinha potencial para representar a Grécia no Festival Eurovisão da Canção de 2023. A música foi escrita durante o bloqueio da COVID-19, com Vernicos afirmando que foi a primeira vez que se viu em um estado de estresse.
Num comunicado de imprensa divulgado pela Panik Records, a editora discográfica com a qual Victor assinou contrato e com a qual lançou a canção, a canção destina-se a celebrar as gerações mais jovens «que ousam sonhar e criar apesar das dificuldades».

## Festival Eurovisão da Canção

### Seleção interna
A 26 de agosto de 2022, a ERT abriu um período de apresentação de propostas em que os artistas e compositores puderam apresentar as suas propostas para apreciação pelo organismo de radiodifusão até 9 de outubro de 2022. Sete candidaturas foram então selecionadas por um comité artístico de sete membros e foram anunciadas a 28 de dezembro de 2022. As sete atuações foram depois avaliadas por um comité público composto por um total de 70 membros selecionados aleatoriamente de entre 2 982 candidaturas, com base em cinco grupos etários: 25 membros na categoria 18-24 anos, 20 membros na categoria 25-34 anos, 15 membros na categoria 35-44 anos e 10 membros na categoria mais de 45 anos. A 19 de janeiro de 2023, a ERT selecionou três canções finais de entre as sete, resultado da votação do comité público, seguida da respectiva avaliação pelo comité artístico.
A combinação dos votos do comité do público (50,6%) e do comité artístico (49,4%) selecionou a candidatura grega. A canção de Victor obteve 740 votos do comité artístico e 509 votos do comité público, obtendo um total de 1 249 votos, vencendo por uma margem de 117 votos em relação à segunda classificada, Melissa Mantzoukis. Como resultado da vitória, Victor Vernicos foi designado para representar a Grécia no Festival Eurovisão da Canção de 2023.

### Na Eurovisão
A Grécia atuou na segunda semifinal, realizada a 11 de maio de 2023, e apresentou-se na primeira metade do show.  A canção da Grécia não passou à final.